# Naukati Bay
Naukati Bay est une localité d'Alaska (CDP) aux États-Unis dans la région de recensement de Prince of Wales - Outer Ketchikan dont la population était de 117 habitants en 2011.

## Situation - climat
Elle est située sur la côte ouest de l'île du Prince-de-Galles, à 48 km au nord de Craig et à 32 km au sud-ouest de Coffman Cove.
Les températures vont de 0 °C à 6 °C en janvier et de 8 °C à 21 °C en juillet.

## Histoire et économie locale
L'U.S. National Geodetic Survey l'avait nommée Naukatee Bay en 1904 en référence à son nom local indien. C'était à l'origine un camp, qui s'est progressivement transformé en communauté sédentaire.
La localité est accessible par hydravion et par une piste non goudronnée, son activité est saisonnière.

## Démographie
| 1990 | 2000 | 2010 | - | - | - |
| ---- | ---- | ---- | - | - | - |
| 93   | 135  | 113  | - | - | - |

## Sources et références
- (en) CIS

- (en) Cet article est partiellement ou en totalité issu de l’article de Wikipédia en anglais intitulé « Naukati Bay, Alaska » (voir la liste des auteurs).

1. ↑  « Statistiques des États-Unis (Alaska) - Profils des communautés de 2010 » (consulté en octobre 2020)